# Europe Airpost
Europe Airpost is een Franse luchtvaartmaatschappij. De maatschappij voert nachtelijke post- en vrachtvluchten uit in Frankrijk en overdag worden lijndiensten en charterdiensten gevlogen voor andere maatschappijen in heel Europa, Noord-Afrika en een deel van Oost-Europa.

## Geschiedenis
De luchtvaartmaatschappij werd in 1991 opgericht onder de naam Intercargo Service en was 100% eigendom van de Franse post (La Poste). In 2000 werd de naam gewijzigd in Europe Airpost. Op 14 maart 2008 werd Europe Airpost geprivatiseerd. ASL Aviation Holdings nam het bedrijf over en vanaf 2015 ging de luchtvaartmaatschappij verder onder de naam 'ASL Airlines France'.